# Ослоніно
Ослоніно (пол. Osłonino, нім. Oslanin) — село в Польщі, у гміні Пуцьк Пуцького повіту Поморського воєводства.
Населення — 686 осіб (2011).
У 1975-1998 роках село належало до Гданського воєводства.

## Демографія
Демографічна структура станом на 31 березня 2011 року:
|          | Загалом | Допрацездатний вік | Працездатний вік | Постпрацездатний вік |
| -------- | ------- | ------------------ | ---------------- | -------------------- |
| Чоловіки | 355     | 60                 | 263              | 32                   |
| Жінки    | 331     | 79                 | 185              | 67                   |
| Разом    | 686     | 139                | 448              | 99                   |